# Platytroctidae
Platytroctidae là một họ, chứa 39 loài cá biển sâu. Trước đây người ta xếp họ này trong bộ Argentiniformes hay bộ Osmeriformes, nhưng gần đây người ta tách nó sang bộ Alepocephaliformes Marshall, 1962.
Chúng được tìm thấy trên khắp các vùng biển thế giới, ngoại trừ Địa Trung Hải. Các loài cá này sinh sống ở vùng nước sâu, với độ sâu trung bình khoảng 300-1.000 m (980-3.300 ft), và một số loài có các cơ quan phát ra ánh sáng. Nói chung chúng là các loài cá có kích thước từ nhỏ tới trung bình, với chiều dài từ 9–33 cm (3,5-13 inch).

## Phân loại
Hiện tại, người ta biết 39 loài trong 13 chi.
- Barbantus
- Holtbyrnia
- Matsuichthys
- Maulisia
- Mentodus
- Mirorictus
- Normichthys
- Pectinantus
- Persparsia
- Platytroctes
- Sagamichthys
- Searsia
- Searsioides